# Liste des titres musicaux numéro un au classement radio en France en 2022
Cette page liste les titres musicaux numéro un au classement radio en France pour l'année 2022 selon le Syndicat national de l'édition phonographique (SNEP). Ce classement est établi par Yacast en partenariat avec le SNEP, d'après les diffusions radiophoniques de titres sur un panel de plus d'une centaine de radios françaises (musicales ou généralistes, nationales ou régionales).

## Classement des titres les plus diffusés par semaine
| №  | Date         | Artiste                                  | Titre                | Réf.   |
| -- | ------------ | ---------------------------------------- | -------------------- | ------ |
| 1  | 7 janvier    | Coldplay & BTS                           | My Universe          | [ 1 ]  |
| 2  | 14 janvier   | Ed Sheeran                               | Shivers              | [ 2 ]  |
| 3  | 21 janvier   | Ed Sheeran                               | Shivers              | [ 3 ]  |
| 4  | 28 janvier   | Ed Sheeran                               | Shivers              | [ 4 ]  |
| 5  | 4 février    | Gayle                                    | ABCDEFU              | [ 5 ]  |
| 6  | 11 février   | Gayle                                    | ABCDEFU              | [ 6 ]  |
| 7  | 18 février   | The Weeknd                               | Sacrifice            | [ 7 ]  |
| 8  | 25 février   | Gayle                                    | ABCDEFU              | [ 8 ]  |
| 9  | 4 mars       | Gayle                                    | ABCDEFU              | [ 9 ]  |
| 10 | 11 mars      | Gayle                                    | ABCDEFU              | [ 10 ] |
| 11 | 18 mars      | The Weeknd                               | Sacrifice            | [ 11 ] |
| 12 | 25 mars      | The Weeknd                               | Sacrifice            | [ 12 ] |
| 13 | 1er avril    | Angèle featuring Damso                   | Démons               | [ 13 ] |
| 14 | 8 avril      | The Weeknd                               | Sacrifice            | [ 14 ] |
| 15 | 15 avril     | Stromae                                  | L'Enfer              | [ 15 ] |
| 16 | 22 avril     | Stromae                                  | L'Enfer              | [ 16 ] |
| 17 | 29 avril     | Stromae                                  | L'Enfer              | [ 17 ] |
| 18 | 6 mai        | Orelsan                                  | La Quête             | [ 18 ] |
| 19 | 13 mai       | Camila Cabello featuring Ed Sheeran      | Bam Bam (en)         | [ 19 ] |
| 20 | 20 mai       | Camila Cabello featuring Ed Sheeran      | Bam Bam (en)         | [ 20 ] |
| 21 | 27 mai       | Camila Cabello featuring Ed Sheeran      | Bam Bam (en)         | [ 21 ] |
| 22 | 3 juin       | Camila Cabello featuring Ed Sheeran      | Bam Bam (en)         | [ 22 ] |
| 23 | 10 juin      | Camila Cabello featuring Ed Sheeran      | Bam Bam (en)         | [ 23 ] |
| 24 | 17 juin      | Harry Styles                             | As It Was            | [ 24 ] |
| 25 | 24 juin      | Camila Cabello featuring Ed Sheeran      | Bam Bam              | [ 25 ] |
| 26 | 1er juillet  | Camila Cabello featuring Ed Sheeran      | Bam Bam              | [ 26 ] |
| 27 | 8 juillet    | Camila Cabello featuring Ed Sheeran      | Bam Bam              | [ 27 ] |
| 28 | 15 juillet   | Rema                                     | Calm Down            | [ 28 ] |
| 29 | 22 juillet   | Rema                                     | Calm Down            | [ 29 ] |
| 30 | 29 juillet   | Rema                                     | Calm Down            | [ 30 ] |
| 31 | 5 août       | Lady Gaga                                | Hold My Hand         | [ 31 ] |
| 32 | 12 août      | Camila Cabello featuring Ed Sheeran      | Bam Bam              | [ 32 ] |
| 33 | 19 août      | Ed Sheeran featuring Leto                | 2step (en)           | [ 33 ] |
| 34 | 26 août      | Ed Sheeran featuring Leto                | 2step (en)           | [ 34 ] |
| 35 | 2 septembre  | Ed Sheeran featuring Leto                | 2step (en)           | [ 35 ] |
| 36 | 9 septembre  | Black Eyed Peas & Shakira & David Guetta | Don't You Worry (en) | [ 36 ] |
| 37 | 16 septembre | Black Eyed Peas & Shakira & David Guetta | Don't You Worry (en) | [ 37 ] |
| 38 | 23 septembre | Black Eyed Peas & Shakira & David Guetta | Don't You Worry (en) | [ 38 ] |
| 39 | 30 septembre | Black Eyed Peas & Shakira & David Guetta | Don't You Worry (en) | [ 39 ] |
| 40 | 7 octobre    | Rosalía                                  | Despechá (en)        | [ 40 ] |
| 41 | 14 octobre   | Rosalía                                  | Despechá (en)        | [ 41 ] |
| 42 | 21 octobre   | Rosalía                                  | Despechá (en)        | [ 42 ] |
| 43 | 28 octobre   | Rosalía                                  | Despechá (en)        | [ 43 ] |
| 44 | 5 novembre   | Rosalía                                  | Despechá (en)        | [ 44 ] |
| 45 | 12 novembre  | Rosalía                                  | Despechá (en)        | [ 45 ] |
| 46 | 18 novembre  | Rosa Linn                                | Snap                 | [ 46 ] |
| 47 | 25 novembre  | Rosa Linn                                | Snap                 | [ 47 ] |
| 48 | 2 décembre   | Rosa Linn                                | Snap                 | [ 48 ] |
| 49 | 9 décembre   | Rosa Linn                                | Snap                 | [ 49 ] |
| 50 | 16 décembre  | Rosa Linn                                | Snap                 | [ 50 ] |
| 51 | 23 décembre  | Rosa Linn                                | Snap                 | [ 51 ] |
| 52 | 30 décembre  | Rosa Linn                                | Snap                 | [ 52 ] |

## Classement des titres les plus diffusés de l'année
Voici la liste des titres les plus diffusés lors de l'année 2022.
| No | Artiste                                  | Titre                |
| -- | ---------------------------------------- | -------------------- |
| 1  | Camila Cabello featuring Ed Sheeran      | Bam Bam (en)         |
| 2  | Rema                                     | Calm Down            |
| 3  | The Weeknd                               | Sacrifice            |
| 4  | Harry Styles                             | As It Was            |
| 5  | Gayle                                    | ABCDEFU              |
| 6  | Stromae                                  | L'Enfer              |
| 7  | Angèle                                   | Libre                |
| 8  | Lady Gaga                                | Hold My Hand         |
| 9  | Slimane                                  | La Recette           |
| 10 | Ed Sheeran featuring Leto                | 2step (en)           |
| 11 | Amir                                     | Ce soir              |
| 12 | Clara Luciani                            | Amour toujours       |
| 13 | Adé                                      | Tout savoir          |
| 14 | Benson Boone                             | Ghost Town (en)      |
| 15 | Black Eyed Peas & Shakira & David Guetta | Don't You Worry (en) |
| 16 | Jaymes Young (en)                        | Infinity (en)        |
| 17 | Kungs                                    | Clap Your Hands      |
| 18 | Coldplay & BTS                           | My Universe          |
| 19 | CKay                                     | Emiliana             |
| 20 | Angèle featuring Damso                   | Démons               |

## Chronologie
- Liste des titres musicaux numéro un au classement radio en France en 2021